# 阿韦尔基·阿里斯托夫
阿韦尔基·鲍里索维奇·阿里斯托夫（俄语：Аверкий Борисович Аристов；1903年11月4日—1973年7月11日），苏联政治人物。曾任联共（布）克麦罗沃州委第二书记、克拉斯诺亚尔斯克边疆区委第一书记、车里雅宾斯克州委第一书记；哈巴罗夫斯克边疆区长、苏共哈巴罗夫斯克边疆区委第一书记；苏联部长会议国家科学经济委员会副主席；驻波兰、奥地利特命全权大使等职务。

## 生平
- 1903年11月4日出生于阿斯特拉罕省红亚尔区的一个渔民家庭。1912年父亲去世后开始从事渔业工作。1916年母亲去世。随后在当地做雇工。1919年5月加入共青团。
- 1920年-1922年8月，共青团红亚尔区团委书记。1921年1月加入俄共（布）。期间加入红军内卫部队，参加阿斯特拉罕省的剿匪作战。
- 1922年8月-1925年5月，共青团阿斯特拉罕省委会计师、讲师。期间，1922年9月-1925年5月，阿斯特拉罕工人学院、喀山工人学院、喀山东方师范学院社会经济系学习。学习期间担任喀山列宁工厂学徒学校担任社会研究教师。
- 1925年10月-1926年12月，苏联红军服役。
- 1926年12月-1928年9月，联共（布）阿斯特拉罕市发电厂、电车公司联合党支部书记、讲师；联共（布）阿斯特拉罕区委组织部长、宣传鼓动部长、区委代理书记。
- 1928年9月-1930年9月，列宁格勒加里宁理工学院冶金系学习。期间任该院报刊主编兼党组书记。
- 1930年9月-1932年3月，列宁格勒加里宁冶金学院黑色金属系学习，兼任系党组书记。获冶金工程师资格。
- 1932年3月-1934年，列宁格勒中央铸铁厂高级工程师、实验室负责人、工厂技术副总监。
- 1934年1月-6月，列宁格勒加里宁冶金学院黑色金属学院院长助理。
- 1934年6月-1935年10月，列宁格勒加里宁工业学院铸造系助理兼冶金系副主任。
- 1935年10月-1939年12月，斯维尔德洛夫斯克乌拉尔工业学院冶金系讲师。1937年，获技术科学副博士学位。1939年5月当选副教授。
- 1939年12月-1940年8月，联共（布）斯维尔德洛夫斯克州委工业部长。
- 1940年8月-1941年3月，联共（布）斯维尔德洛夫斯克州委第三书记。
- 1941年3月-1942年2月，联共（布）斯维尔德洛夫斯克州委黑色冶金委员会书记。
- 1942年2月-3月，联共（布）斯维尔德洛夫斯克州委第三书记。
- 1942年3月-1943年9月，联共（布）斯维尔德洛夫斯克州委第二书记。
- 1943年9月-1944年7月，联共（布）克麦罗沃州委第二书记。
- 1944年7月-1950年4月，联共（布）克拉斯诺亚尔斯克边疆区区委第一书记兼克拉斯诺达尔市委第一书记。
- 1950年2月-1952年10月，联共（布）车里雅宾斯克州委第一书记。
- 1952年10月-1953年4月，苏共中央党、工会与共青团机关部部长。期间，1952年10月-1953年3月，苏共中央书记处书记。
- 1953年4月-1954年1月，哈巴罗夫斯克边疆区长。
- 1954年1月-1955年7月，苏共哈巴罗夫斯克边疆区委第一书记。
- 1955年7月-1960年5月，苏共中央书记处书记，负责斯大林时期的冤案平反工作。
- 1957年6月-1961年1月，苏共中央主席团副主席。
- 1961年1月-2月，苏联国家科学经济委员会副主席。
- 1961年2月-1971年3月，驻波兰特命全权大使。
- 1971年9月-1973年7月，驻奥地利特命全权大使。
- 1973年7月11日于维也纳逝世，享年69岁。葬于莫斯科新圣女公墓。

阿里斯托夫是苏共19-24大代表；第19-23届中央委员，第19-22届中央主席团（政治局）成员；第2-5届苏联最高苏维埃联盟院代表，第4-5届俄罗斯苏维埃联邦社会主义共和国最高苏维埃代表。

## 荣誉
- 三次列宁勋章（1949,1953,1963）
- 三次劳动红旗勋章（1942,1966,1971）
- 红星勋章（1943）
- 劳动英勇奖章
- 1941-1945年伟大卫国战争中忘我劳动奖章
- 1941-1945年伟大卫国战争胜利二十周年奖章
- 纪念列宁诞辰一百周年奖章